# Schuimcel

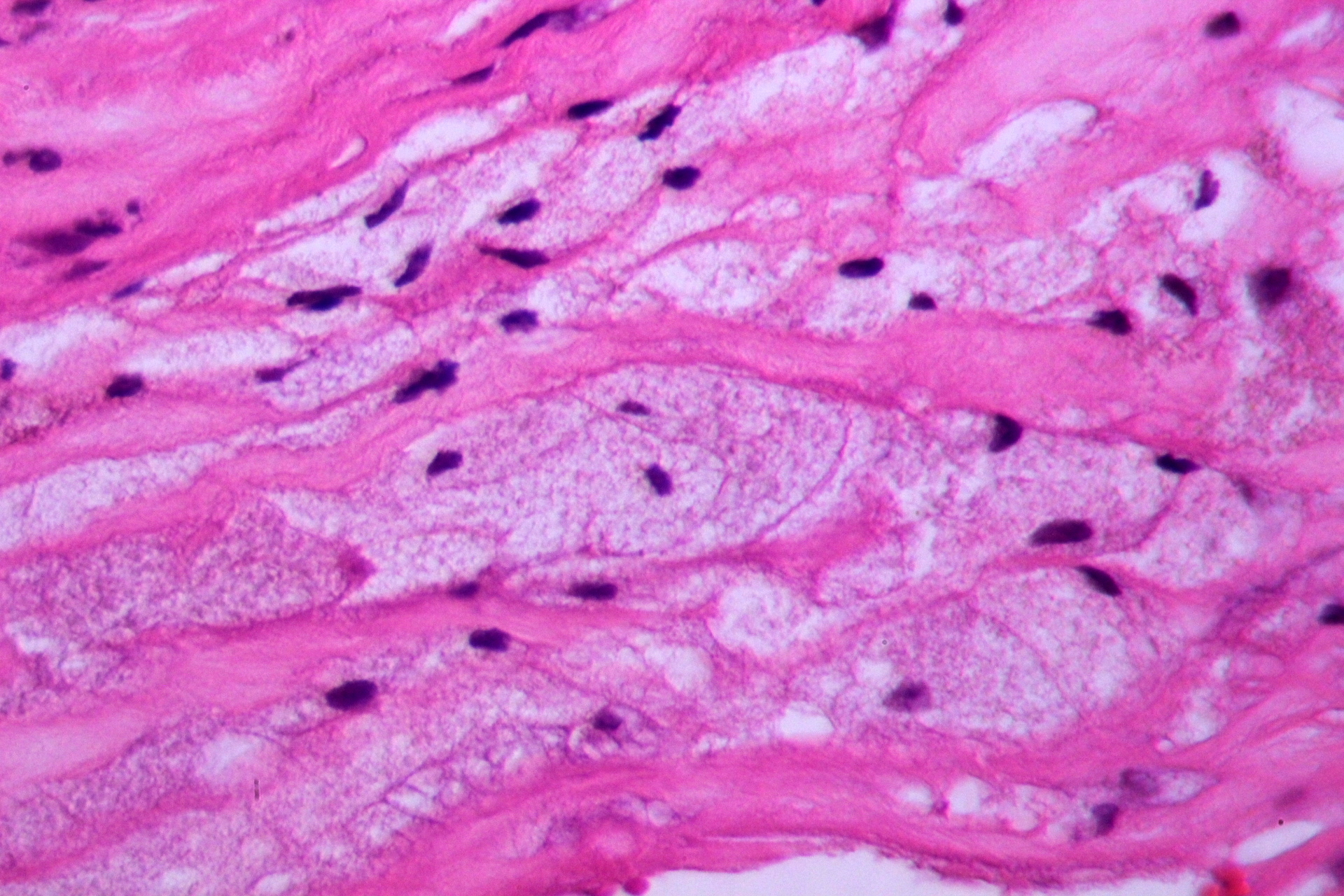
Schuimcellen in een atherosclerotische plaque. H&E-kleuring

Schuimcellen of xanthomacellen zijn vetrijke macrofagen die onder andere aangetroffen worden bij atherosclerose, bij chronische infecties en bij xanthelasma.
Schuimcellen ontstaan als macrofagen zich concentreren rond plaatsen met vettige neerslagen. Ze fagocyteren (omsluiten) het vettige materiaal in een poging het te verwijderen. Het gevolg is dat de cel zich vult met vetten, in de vorm van vetvacuolen. Deze geven de macrofagen een schuimachtig uiterlijk.

## Schuimcellen in bloedvaten
Als schuimcellen in bloedvaten voorkomen, vormen ze een aanwijzing voor de opbouw van atherosclerotische plaques, hetgeen gewoonlijk geassocieerd wordt met een verhoogd risico op hartaanvallen en beroertes. Bij chronische hyperlipidemie zullen lipoproteïnes clusters vormen tegen de binnenwand van bloedvaten. De vettige aggregaten worden geoxideerd door zuurstof dat afkomstig is uit de macrofagen of uit de endotheelcellen. De macrofagen fagocyteren de geoxideerde lipoproteïnen (LDLs).
Schuimcellen in bloedvaten geven op zich zelf geen aanleiding tot symptomen, maar vormen wel een onderdeel van het geheel van atherosclerose. Het bestaan van schuimcellen kan alleen vastgesteld worden bij microscopisch onderzoek van de vettige plaques nadat ze (chirurgisch) uit het lichaam zijn verwijderd.
Schuimcellen vormen een afscherming tussen de vettige neerslag en het bloed in de bloedvaten. Als deze afscherming het begeeft kan een trombus ontstaan, die vervolgens tot een embolie kan leiden.

## Schuimcellen bij infecties
Schuimachtige macrofagen kunnen ook ontstaan bij sommige infecties. Het pathogeen kan daardoor dan in het lichaam achterblijven. Bekende voorbeelden zijn Chlamydia, Toxoplasma en Mycobacterium tuberculosis. In het geval van tuberculose blokkeren bacteriële lipiden de mogelijkheid van de macrofaag om LDL op de normale manier uit de cel te verwijderen, wat tot schuimcelvorming leidt rond de granulomen in de long.

## Andere oorzaken
Schuimcellen kunnen ook ontstaan rond lekkende siliconen uit borstimplantaten, bij het inhaleren van organische antigenen en het gebruik van sommige drugs.